# Khouribga
Khouribga (en àrab خريبكة, Ḫurībga; en amazic ⵅⵯⵔⵉⴱⴳⴰ) és una ciutat del Marroc, de la província de Khouribga, a la regió de Béni Mellal-Khénifra. Segons el cens de 2014 tenia una població total de 1196.196 persones. Aquesta ciutat és coneguda pels seus jaciments de fosfat.

## Geografia
Està situada a 107 km de Casablanca, a 206 km de la capital, Rabat, a 200 quilòmetres de la ciutat de Marràqueix, a 99 km de la ciutat de Beni Mellal i a 60 km de la ciutat de Settat, capital de la província de Settat i de la regió Chaouia-Ouardigha. L'augment de 820 metres sobre el nivell del mar a causa de la seva presència en l'altiplà de fosfat, també coneguda com la Meseta Ouardigha. La ciutat va ser fundada el 1923 per les autoritats del protectorat francès quan es va descobrir el fosfat a la regió, whixh es considera el major exportador de fosfats en el món, hi ha diverses mines, sobretot la del senyor Shannen a prop de la ciutat de Wadi Zem de la província de Khouribga, que es troba a 30 km del poble de Boulanouar (5 km) i la ciutat de Boujniba (10 km) i el poble de Hatta. La província de Khouribga està envoltada per la província de Benimalal a l'est, de la província d'Ibn-Solimà, a l'oest, la província de Settat, al sud, i la província de Khemissat al nord.

## Fosfat
La producció de fosfat es va iniciar al març del 1921 per l'empresa Office chérifien des Phosphate (OCP), creada el 7 d'agost del 1920. Es va començar amb l'explotació subterrània mitjançant l'eliminació d'un sol nivell de fosfat. En l'actualitat conté 7 nivells de fosfat.
Des del punt de vista social, l'OCP és el fundador de quatre aglomeracions: Khouribga Boujniba, Boulanouar i Hatta, agrupant ara més de 200.000 habitants.
Des de la seva creació, l'OCP s'ha vist obligada a fer-se càrrec de totes les activitats i a crear les corresponents professions.